# 徐儉
徐俭（？—588年），一名徐众、徐报，东海郡郯县人，南朝梁、南朝陈政治人物。徐陵的儿子。
徐俭勤学有志操，梁武帝太清初年，起家豫章王府行参军。侯景之乱，带着全家避难江陵，梁元帝任命他为尚书金部郎中。陈朝建立，官至太子洗马、中书侍郎。陈宣帝时，随都督章昭达讨伐广州刺史欧阳纥，欧阳纥兵败，徐俭还京，拜为兼中书通事舍人。陈后主时，改任寻阳内史，为政严明。袭封建昌侯，入朝为御史中丞，居官不阿附权贵，尚书令江总权重一时，徐俭敢于依法弹劾。祯明二年（588年）卒。